# Route nationale 438
Pour les articles homonymes, voir Route 438.
La route nationale française 438 ou RN 438 était une route nationale française reliant Lure à Mathay via Montbéliard. Elle fut déclassée en 1972 mais est de nouveau d'importance considérable puisque son tronçon de Lure à Héricourt est progressivement aménagé en voie express à 2x2 voies car il remplace sur ce parcours la RN 19 dans l'axe Paris-Delle/Frontière suisse qui est progressivement mis aux normes autoroutières (Paris - Vesoul) ou voie express (Vesoul - Delle). L'ancien tracé de la RN 19 via Ronchamp, devenu « Route touristique », a été déclassé en RD 619 en Haute-Saône et RD 19 dans le Territoire de Belfort. C'est bel et bien cette nouvelle RD 438 qui est devenu le nouvel axe principal à gros trafic et fait partie du projet « Nouvelle RN 19 ». Elle a d'ailleurs été reclassée dans le domaine routier national sous le nom de RN 19.

Jusqu'à la réforme de 2006, il a existé une RN 438 qui assurait le contournement Sud d'Alençon entre la RN 138 et l'A28.

## Déclassement / Reclassement: Quel avenir pour la 438?
À la suite de la réforme de 1972, la RN 438 a été déclassée en RD 438. Néanmoins, le texte officiel des déclassements de 2006 la définit comme telle : « La continuité de l'itinéraire entre Lure et Belfort sera assurée par la route départementale 438, sous réserve de son reclassement dans le domaine public routier national. » En effet, depuis 2016, la RD 438 entre Lure et l'autoroute A 36 a été reclassée dans le domaine routier national en tant que RN 19. 
En effet, la carte du nouveau réseau routier national et les textes officiels indiquent le tracé Lure-Belfort par la RN 19 historique au nord via Ronchamp mais les mêmes textes et les cartes du projet Nouvelle-RN 19 évoquent également ce tracé par Héricourt au sud via cette voie express.

## Ancien tracé de Lure à Héricourt (D 438)
La RD 438 actuelle, à 4 voies, achevée en 2011, ne traverse plus aucune commune.
- La Verrerie, commune de Lure (km 0)
- Roye (km 2)
- Lyoffans (L'ancienne route qui traverse ces villages est nommée RD 213) (km 6)
- Belverne (km 12)
- Couthenans (aujourd'hui déviée) (km 21)
- Héricourt (km 23)

## Précisions sur le tracé actuel de la RD 438 dans Héricourt RD 438 / RD 438a
Le contournement d'Héricourt obéit à une numérotation extrêmement confuse. Une branche de la route passant au nord se nomme RD 438, la branche ouest rejoignant la RN 83 se nomme RD 483 d'où la confusion possible… d'autres voies se nomment simplement D. On sort au sud d'Héricourt par la RD 438a qui redevient soudainement RD 438 et de multiples bretelles entre Héricourt et Montbéliard portent les noms RD 438a, b, c, d et ainsi de suite…

## Ancien tracé d'Héricourt à Mathay (RD 438)
- Héricourt (km 23)
- Bussurel (km 28)
- Bethoncourt (km 30)
- Montbéliard (km 33)
- Courcelles-lès-Montbéliard (km 36)
- Voujeaucourt (km 40)
- Mathay où elle rejoint l'ancienne RN 437 (RD 437) (km 45)